# Bildi
Bildi o Bilri fou un dels petits estats del nord de l'agència de Kathiawar, a la presidència de Bombai, regió de Gujarat, a l'Índia. Estava format únicament per un poble amb un únic tributari. Els ingressos estimats eren de 300 lliures.